# Oligota longula
Oligota longula – gatunek chrząszczy z rodziny kusakowatych i podrodziny Aleocharinae.
Gatunek ten opisany został w 1945 roku przez Malcolma Camerona.
Chrząszcz o ciele długości 0,95 mm i szerokości 0,45 mm, w obrysie szerokim, jajowatym z silnie zwężonym ku tyłowi odwłokiem. Wierzch ciała jest rudy lub ciemnobrązowy z żółtawym siódmym tergitem odwłoka. Czułki są rudożółte z jaśniejszymi nasadami i słabo zaznaczonymi buławkami. Barwa odnóży jest rudobrązowa. Na pokrywach i szóstym tergicie odwłoka występują V-kształtne guzki. Szczecinki na tergitach odwłoka są krótkie i grube. Samiec ma długi, smukły edeagus o zgrubiałym wierzchołku.
Owad endemiczny dla Nowej Zelandii.